# Arteriviridae
Famille
Les Arteriviridae sont une famille de petits virus à ARN, de l'ordre des Nidovirales, dont font notamment partie l'agent de l'artérite virale équine, le virus de l'élévation de la LDHet le virus du syndrome dysgénésique et respiratoire porcin (SDRP).

## Référence biologique
- (en) ICTV : Arteriviridae  (consulté le 1er février 2021)